# Paracels
Theophrastus Philippus Aureolus Bombastus von Hohenheim, conegut com a Paracels (Einsiedeln, Suïssa, 11 de novembre o 17 de desembre del 1493 – Salzburg, 24 de setembre del 1541), fou un metge, alquimista i astròleg suís. Es trià el pseudònim de Paracels (Paracelsus, en llatí) que significa 'superior a Cels', un metge romà del segle i, autor d'un famós tractat mèdic. Malgrat l'oposició amb què es topà i la fama de mag que obtingué, contribuí en gran manera perquè la medicina prengués un camí més científic i s'allunyés de les teories dels escolàstics. Fou un pioner de la introducció de la química i de l'ús dels minerals en medicina.
La medicina de l'època seguia les teories del metge grec Galè, segons les quals la causa de les malalties era un desequilibri dels humors i calia curar-les amb sagnies i purgues. Rebaté aquestes creences amb una gran fermesa i tractà de convèncer els seus col·legues que l'origen de les malalties es trobava en agents externs al cos, les quals es podien combatre amb l'ajuda de determinades substàncies químiques. També estava en contra de la idea que tenien els metges d'aleshores que la cirurgia era una activitat marginal relegada als barbers.
Se li atribueix la famosa frase: «La quantitat crea el verí».

## Dades biogràfiques

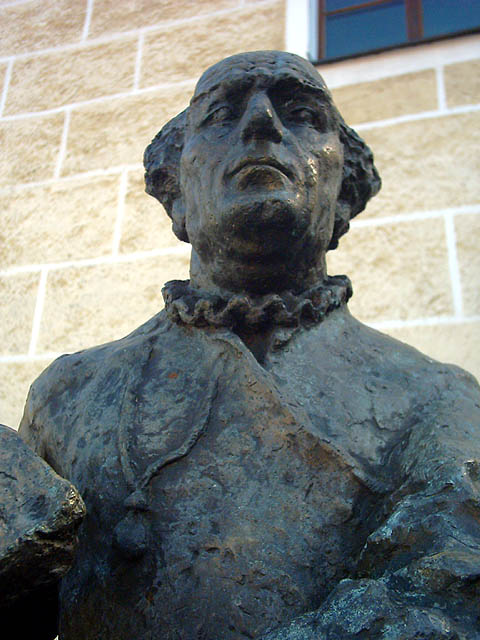
Monument a Paracels a Beratzhausen, Baviera.

Nasqué a Einsiedeln (Suïssa), fill del metge i alquimista Wilhelm Bombast von Hohenheim. La seva mare era suïssa, on s'educà i durant la seva joventut treballà a les mines com a analista. Començà els seus estudis a disset anys, a la Universitat de Basilea, i més tard a Viena. Es doctorà a la Universitat de Ferrara.
Va treballar com a cirurgià militar al servei de Venècia en 1522, per la qual cosa és probable que ell estigués implicat en moltes guerres entre 1517 i 1524 als Països Baixos, Escandinàvia, Prússia, Tartària i, possiblement, el Pròxim Orient.
Discrepava amb la idea que llavors tenien els metges que la cirurgia era una activitat marginal relegada als barbers.
Les seues investigacions s'abocaren sobretot en el camp de la mineralogia. Viatjà sovint a la recerca del coneixement de l'alquímia. Produí remeis o medicaments amb l'ajuda dels minerals per destinar-los a la lluita del cos contra la malaltia. Un altre aportament a la medicina moderna fou la introducció del terme sinovial; d'aquí el líquid sinovial, que lubrica les articulacions. A més, estudià i descobrí les característiques de moltes malalties (sífilis i goll, entre d'altres) i per combatre-les feu servir el sofre i el mercuri. També se'l considera com un precursor de l'homeopatia, ja que assegurava que «el que és parell cura el que és parell» i en aquesta teoria fonamentava la fabricació de les seves medicines.
El que li importava, en primer lloc, era «l'ordre còsmic», que trobà en la tradició arqueològica. La doctrina de l'astrum in corpore és la seva idea capital. Fidel a la concepció de l'ésser humà com un microcosmos, posà el firmament en el seu cos i l'anomenà Astrum o Sydus. Fou per a ell un cel endosomàtic, el cursor del qual coincidia amb la constel·lació individual que comença amb l'ascendent astrològic. Per a ell, la medicina tenia quatre pilars: l'astronomia, les ciències naturals, la química i la virtut.
Introduí l'ús del làudanum. El seu llibre principal fou Die grosse Wundartzney (La gran cirurgia).
També aportà dades alquímiques. A Paracels s'atribueix la relació dels quatre elements terra, foc, aire i aigua amb criatures fantàstiques que existien abans que el món, anomenats elementals: així, la terra pertanyia als follets, l'aigua a les ondines (esperits de l'aigua), l'aire als silfs (esperits del vent) i el foc a les salamandres (fades o esperits del foc).
Igualment, Paracels va acceptar els temperaments galènics i els va associar als quatre sabors fonamentals. Aquesta associació va tenir tal difusió en la seva època que encara avui dia, en llenguatge col·loquial, ens referim a un caràcter dolç (tranquil, flegmàtic), amarg (colèric), salat (divertit) i el caràcter àcid pertanyeria al temperament malenconiós.

## Mort
El 1541, Paracels es va traslladar a Salzburg on va morir el 24 de setembre. Va ser enterrat al cementiri de Sant Sebastià de Salzburg. Les seves despulles van ser traslladades a l'església de Sant Sebastià l'any 1752.
Després de la seva mort, el moviment del paracelsianisme va ser aprofitat per molts que volien subvertir la física galènica tradicional, i les seves teràpies es van fer més conegudes i utilitzades. Els seus manuscrits s'han perdut, però moltes de les seves obres que van romandre inèdites durant la seva vida van ser editades per Johannes Huser de Basilea entre 1589 i 1591. Les seves obres van ser reimpreses i llegits àmpliament durant el segle xvi i principis del XVII, i encara que la seva reputació oculta va seguir sent controvertida, les seves contribucions mèdiques van ser universalment reconegudes: una farmacopea de 1618 del Royal College of Physicians de Londres incloïa remeis paracelsians.
A finals del segle xvi es va produir una producció substancial d'escriptura pseudo-paracelsiana, especialment de cartes atribuïdes a Paracels, fins al punt que els biògrafs troben impossible traçar una línia clara entre la tradició genuïna i la llegenda.

## Recepció i llegat

### Retrats

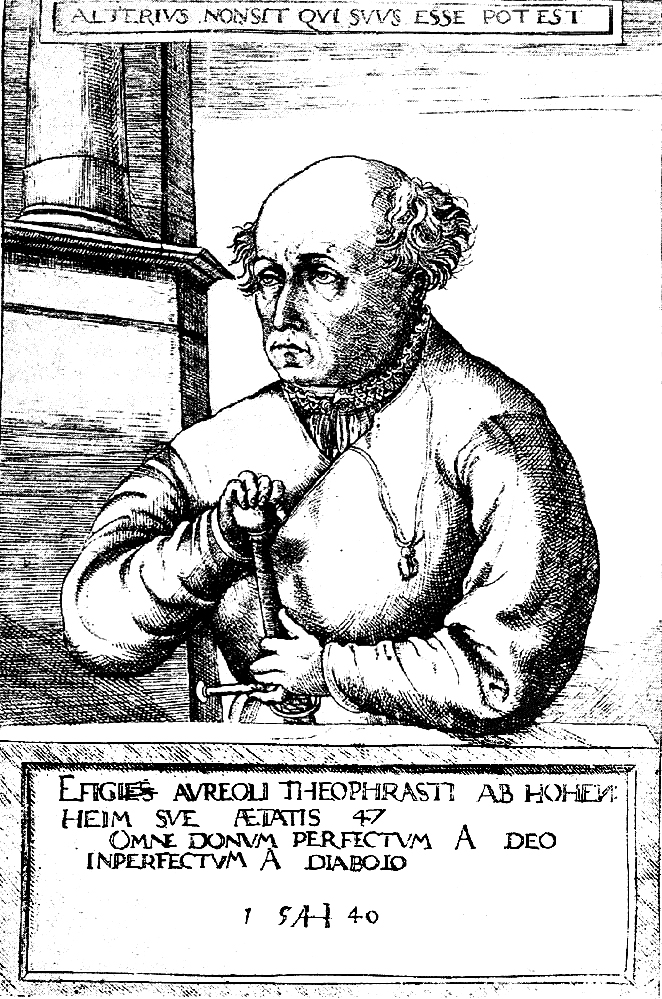
El retrat de 1540 de Hirschvogel

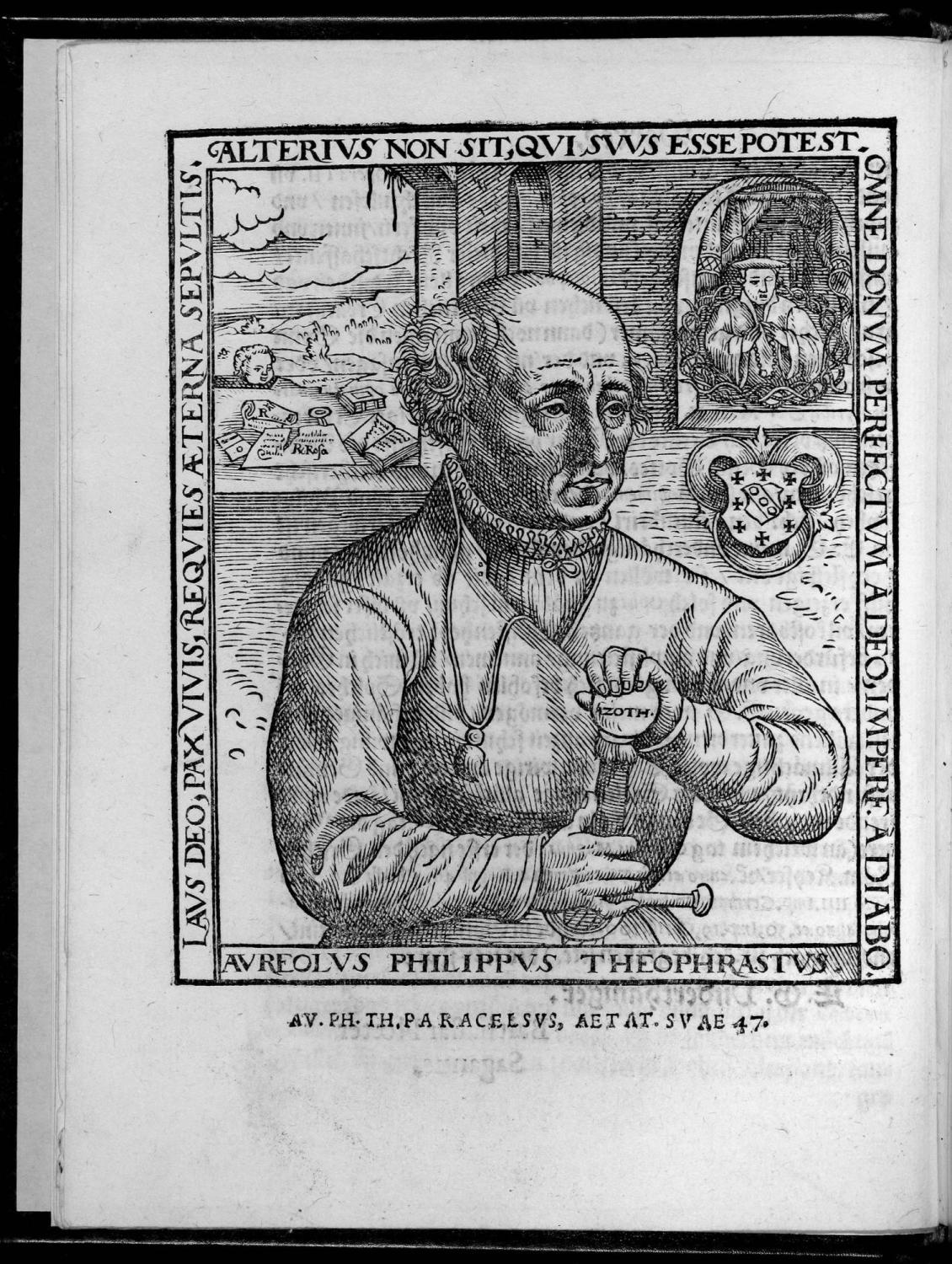
El retrat rosacreu de 1567

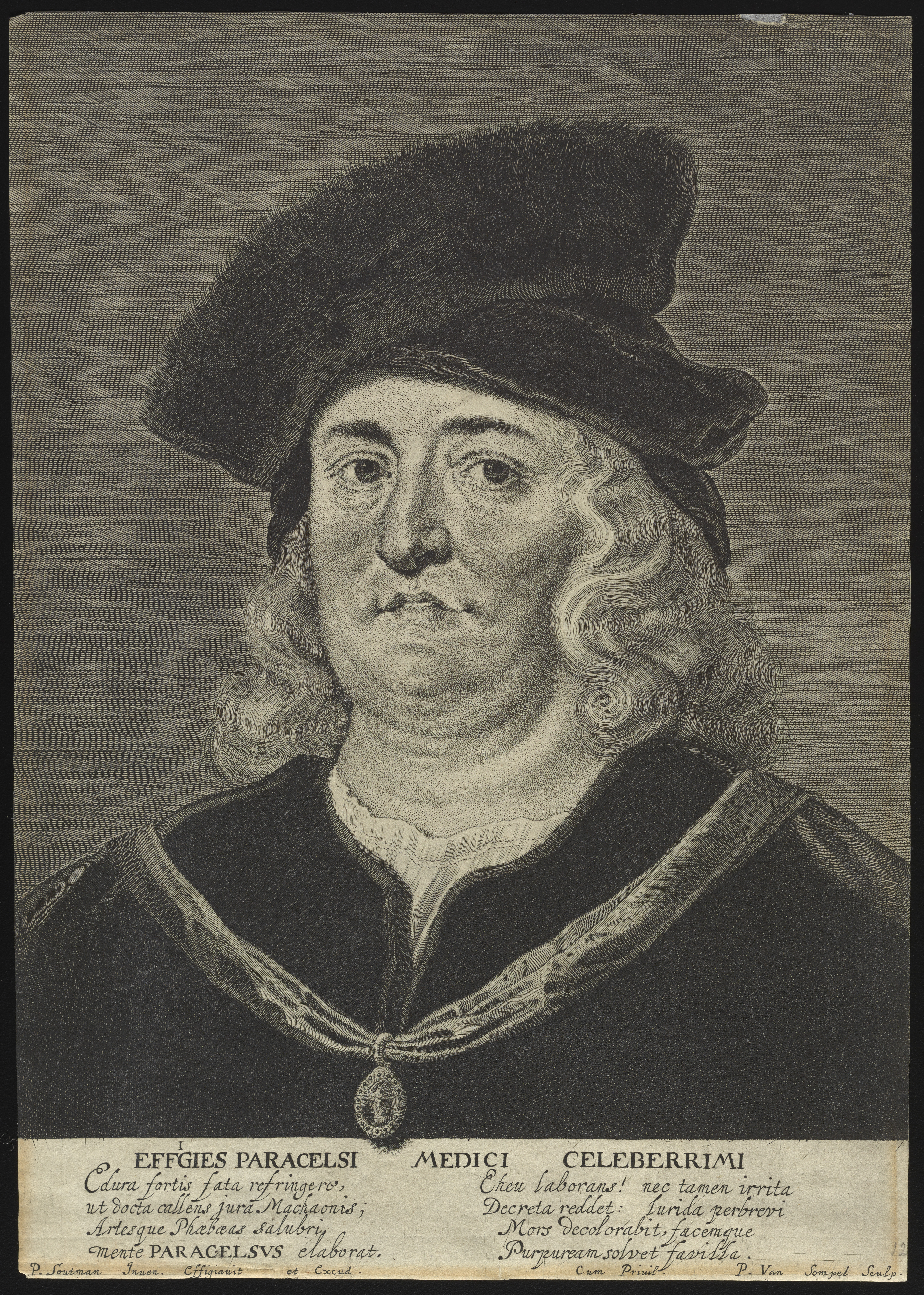
Gravat de Pieter Van Sompel, abans de 1643; després de Pieter Soutman

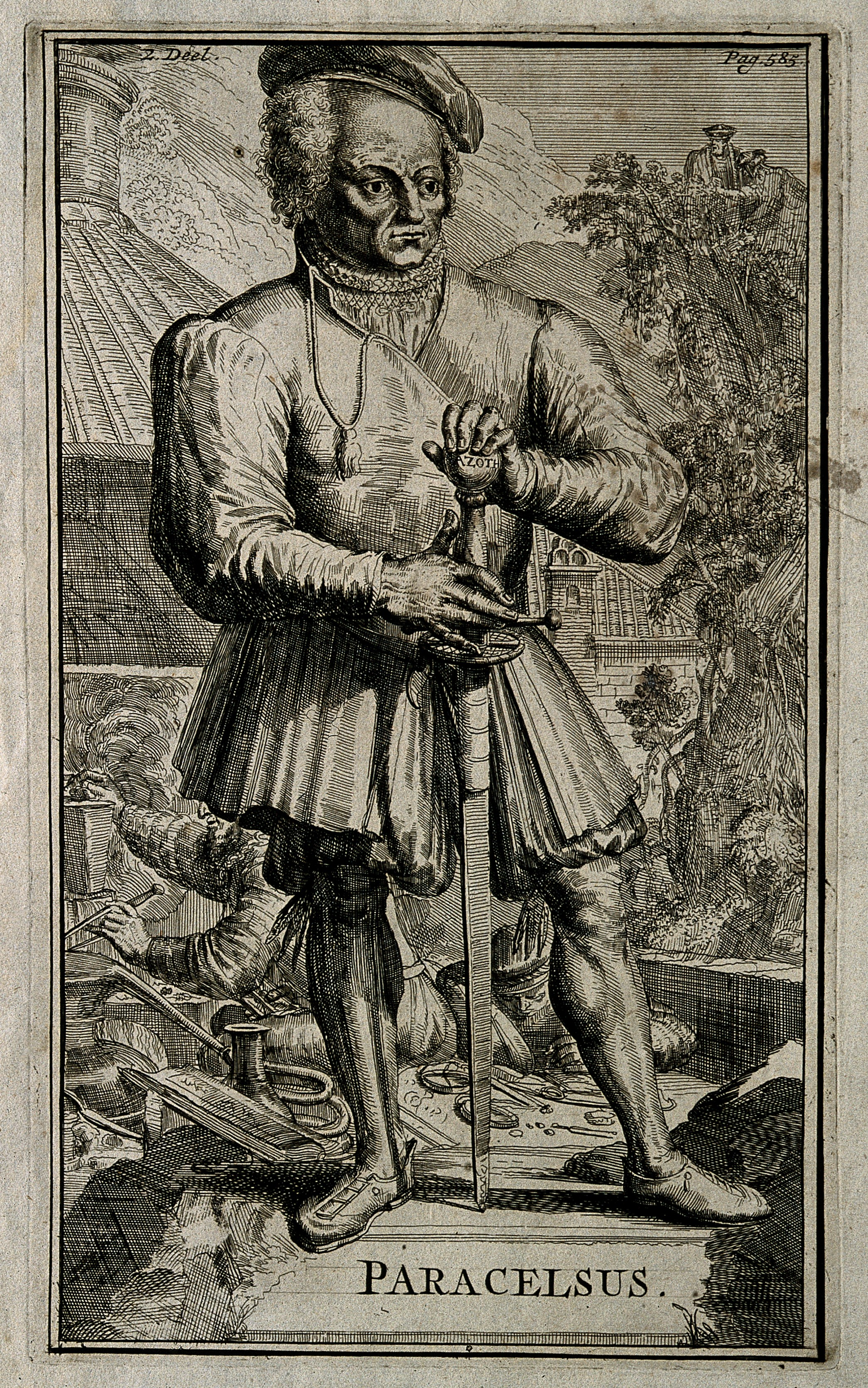
Retrat de cos sencer de l'edició holandesa de la Història de l'Església i de l'heretgia de Gottfried Arnold (1701), gravat de Romeyn de Hooghe

El retrat més antic que es conserva de Paracels és una xilografia d’Augustin Hirschvogel, publicada el 1538, encara en vida de Paracels. S'ha perdut una pintura encara més antiga de Quentin Matsys, però es conserven almenys tres còpies del segle xvii, una d'un artista flamenc anònim, conservada al Louvre, una de Peter Paul Rubens, conservada a Brussel·les, i una d'un estudiant de Rubens, ara conservada a Uppsala. Un altre retrat de Hirschvogel, datat l'any 1540, afirma mostrar Paracels a l'edat de 47 anys (sue aetatis 47), és a dir, menys d'un any abans de la seva mort. En aquest retrat, Paracels es mostra subjectant la seva espasa, agafant el pom esfèric amb la mà dreta. A sobre i a sota de la imatge hi ha els lemes Alterius non sit qui suus esse potest ('Que ningú pertanyi a un altre que pugui pertànyer a si mateix') i Omne donum perfectum a Deo, inperfectum a Diabolo ('Tots els dons perfectes són de Déu, [ tots] imperfectes [els] del Diable'); retrats posteriors donen una interpretació alemanya en dues cobles rimades (Eines andern Knecht soll Niemand sein / der für sich bleiben kann allein / all gute Gaben sint von Got / des Teufels aber sein Spot). Els retrats pòstums de Paracels, realitzats per a les publicacions dels seus llibres durant la segona meitat del segle xvi, sovint el mostren en la mateixa posada, subjectant l'espasa pel pom.
L'anomenat retrat rosacreu, publicat amb Philosophiae magnae Paracelsi (Hereus d'Arnold Birckmann, Colònia, 1567), està molt basat en el retrat de 1540 de Hirschvogel (però reflectit, de manera que ara la mà esquerra de Paracels descansa sobre el pom de l'espasa), afegint una varietat d'elements addicionals: el pom de l'espasa està inscrit per Azoth, i al costat de la figura de Paracels, es mostren les armes Bombast von Hohenheim (amb una vora addicional de vuit creus patty). Al fons es mostren els primers símbols rosacrucis, inclòs el cap d'un nen que sobresurt del terra (que indica el renaixement). El retrat és possiblement una obra de Frans Hogenberg, actuant sota les direccions de Theodor Birckmann (1531/33–1586).

### El paracelsianisme i el rosacreu
Paracels va ser especialment venerat pels rosacrucis alemanys, que el consideraven un profeta, i van desenvolupar un camp d'estudi sistemàtic dels seus escrits, que de vegades s'anomena  Paracelsianisme , o més rarament Paracelsisme. Francis Bacon va advertir contra Paracels i els rosacreus, jutjant que l'antiga opinió que l'home era microcosme  havia estat fantàsticament tensada per Paracels i els alquimistes.
Paracelsisme també va produir la primera edició completa de les obres de Paracels. Johannes Huser de Basilea (c. 1545–1604) va reunir autògrafs i còpies manuscrites i va preparar una edició en deu volums durant el període 1589–1591.
Les profecies contingudes en les obres de Paracels sobre astrologia i endevinació van començar a editar-se per separat com a Prognosticon Theophrasti Paracelsi a principis del segle xvii. La seva predicció d'una gran calamitat tot just començant que indicava la fi dels temps es va associar més tard amb la Guerra dels Trenta Anys, i la identificació de Gustavus Adolphus de Suècia com el Lleó del nord es basa en un dels pronòstics de Paracels que fa referència. Jeremies 5:6.
Carl Gustav Jung va estudiar Paracels. Va escriure dos assaigs sobre Paracels, un lliurat a la casa on va néixer Paracels a Einsiedeln el juny de 1929, l'altre per commemorar el 400è aniversari de la mort de Paracels el 1941 a Zuric.

### En la cultura popular
A la literatura moderna s'han publicat una sèrie de representacions ficcionades de Paracels. La primera presentació de la vida de Paracels en forma de novel·la històrica va ser publicada l'any 1830 per Dioclès Fabre d'Olivet (1811–1848, fill d’Antoine Fabre d'Olivet), Robert Browning va escriure un llarg poema basat en la vida. de Paracels, titulat Paracelsus, publicat el 1835. Meinrad Lienert va publicar el 1915 un conte (que va atribuir a Gall Morel) sobre l'espasa de Paracels.
Paracels ha estat citat com una de les inspiracions del Frankenstein de Mary Shelley.
El personatge de Fullmetal Alchemist Van Hohenheim porta el nom de Paracelsus, i en l'anime alternatiu la continuïtat és ell.
Arthur Schnitzler va escriure una obra de teatre en versos Paracelsus el 1899. Erwin Guido Kolbenheyer va escriure una trilogia de novel·les (Paracelsus-Trilogie), publicada entre 1917 i 1926. Martha Sills-Fuchs (1896–1987) va escriure tres obres de teatre völkisch amb Paracels com a personatge principal durant el període 1936–1939 en què Paracels és representat com el sanador profètic dl'poble alemany. La pel·lícula dramàtica alemanya Paracelsus es va fer l'any 1943, dirigida per Georg Wilhelm Pabst. També el 1943, Richard Billinger va escriure una obra de teatre Paracelsus per al Festival de Salzburg.
Mikael Karvajalka (1948) de Mika Waltari té una escena que ficciona l'adquisició de la seva llegendària espasa per part de Paracels. Paracels és el personatge principal del conte de Jorge Luis Borges La rosa de Paracelso (antologitzat a La memòria de Shakespeare, 1983). La rosa de Paracels: sobre secrets i sagraments, manllevat de Jorge Luis Borges, és també una novel·la de William Leonard Pickard .
Paracelsus von Hohenheim és un servidor de classe caster, i serveix com a antagonista menor i personatge jugable a Fate/Grand Order.
Una ficció de Paracels és un personatge destacat de la novel·la The Enterprise of Death (2011) de Jesse Bullington.
ABA, un Homunculus de la sèrie Guilty Gear, maneja una destral viva amb forma de clau que va anomenar Paracelsus.
Als jocs Darkest Dungeon i Darkest Dungeon II, el nom predeterminat per al personatge jugable del doctor de la pesta és Paracelsus.
Una ficció de Paracelsus apareix com a principal antagonista de l'espectacle Warehouse 13 a la seva cinquena temporada. (2013)
Al videojoc Lies of P, es revela que un personatge és en realitat Paracelsus a l'escena posterior al joc.
En el món de Harry Potter, Paracelsus és un mag i se li atribueix el descobriment de la llengua parsel, la capacitat de parlar amb les serps.
Hi ha diverses botigues en línia relacionades en contingut i nom amb Paracelsus.
Paracelsus s'utilitza com a títol de la composició que apareix com a bonus track a l'àlbum Of Queues and Cures de 1978 del grup britànic de rock progressiu i jazz fusió National Health, i que també apareix a la seva compilació de 1990 alum Complete.
El retrat més antic que es conserva de Paracels és una xilografia d’Augustin Hirschvogel, publicada el 1538, encara en vida de Paracels. S'ha perdut una pintura encara més antiga de Quentin Matsys, però es conserven almenys tres còpies del segle xvii, una d'un artista flamenc anònim, conservada al Louvre, una de Peter Paul Rubens, conservada a Brussel·les, i una d'un estudiant de Rubens., ara conservada a Uppsala. Un altre retrat de Hirschvogel, datat l'any 1540, afirma mostrar Paracels a l'edat de 47 anys (sue aetatis 47), és a dir, menys d'un any abans de la seva mort. En aquest retrat, Paracels es mostra subjectant la seva espasa, agafant el pom esfèric amb la mà dreta. A sobre i a sota de la imatge hi ha els lemes Alterius non sit qui suus esse potest (Que ningú pertanyi a un altre que pugui pertànyer a si mateix) i Omne donum perfectum a Deo, inperfectum a Diabolo (Tots els dons perfectes són de Déu, [ tots] imperfectes [els] del Diable); retrats posteriors donen una interpretació alemanya en dues cobles rimades (Eines andern Knecht soll Niemand sein / der für sich bleiben kann allein / all gute Gaben sint von Got / des Teufels aber sein Spot). Els retrats pòstums de Paracels, realitzats per a les publicacions dels seus llibres durant la segona meitat del segle xvi, sovint el mostren en la mateixa posada, subjectant l'espasa pel pom.

## Eponímia
- El cràter lunar Paracels porta aquest nom en la seva memòria.[15]
- L'asteroide (2239) Paracelsus també commemora el seu nom.[16]